# Chu kỳ (bảng tuần hoàn)
Các nguyên tố trong bảng tuần hoàn được xếp theo các nhóm và chu kỳ tuần hoàn, trong đó chu kỳ là các hàng ngang và gồm các nguyên tố có cùng số lớp trong lớp vỏ electron. Trong mỗi chu kỳ từ trái sang phải: số nguyên tử tăng, bán kính nguyên tử giảm, độ âm điện tăng. Ngoại trừ chu kỳ 1 chỉ gồm 2 nguyên tố, các chu kỳ còn lại chứa nguyên tố của các nhóm chính, từ chu kỳ 4 trở đi còn có nguyên tố trong 10 nhóm phụ. Chu kỳ 6 còn có 15 nguyên tố trong nhóm Lanthan, chu kỳ 7 nhóm Actini.
Nhận xét: mỗi chu kỳ bắt đầu là một kim loại kiềm và kết thúc bằng một khi hiếm (trừ chu kì 1 vì bắt đầu là phi kim H, kết thúc bởi khí hiếm He)